# Yohio
Yohio (bürgerlich: Kevin Johio Lucas Rehn Eires; * 12. Juli 1995 in Sundsvall) ist ein schwedischer Sänger und Songwriter. Am bekanntesten ist er für seine auffällige Visual-Kei-Stil und -Outfits.

## Karriere
Im Alter von sechs Jahren begann Yohio, Klavier zu spielen, und wechselte mit elf Jahren zur Gitarre. Mit 14 Jahren begann er als Gitarrist in der Rockband Seremedy zu spielen. Im Jahr 2010 spielte die Band zunächst nur in ihrer Heimat Schweden, bevor sie im Jahr 2011 mehrere Konzerte in Japan hatte. Sie nahm auch am japanischen Visual-Rock-Festival V-Rock Festival '11 in Saitama teil, wo Yohio gebeten wurde, solo aufzutreten. In den schwedischen Medien wurde Yohio als ein Superstar mit großem Erfolg in Japan bezeichnet. 2012 wurde er von Universal Music Japan unter Vertrag genommen und veröffentlichte seine erste EP Reach the Sky in Japan. Seine erste CD, Break the Border, wurde dort im Juni 2013 veröffentlicht und erreichte Platz 285 in den Oricon-Charts.
2013 nahm Yohio am Melodifestivalen, dem schwedischen Vorentscheid zum Eurovision Song Contest 2013 in Malmö, teil. Mit dem Lied Heartbreak Hotel qualifizierte er sich am 2. Februar für das Finale am 9. März, wo er schließlich den zweiten Platz erreichte, aber die meisten Punkte vom Televoting bekam. Beim Eurovision Song Contest 2013 verkündete er die schwedische Punktevergabe. 2014 nahm er erneut am Melodifestivalen teil. Mit dem Lied To the End qualifizierte er sich am 1. Februar für das Finale am 8. März, bei dem er dann abschließend den sechsten Platz erreichte.
Yohio hat mit dem japanischen Künstler Gackt Camui zusammengearbeitet. Auch hat er einen Song für die japanischen Visual-Kei-Band Velvet Eden geschrieben.

## Persönliches
Yohio ist der Sohn des schwedischen Musikers Tommy Rehn, der Mitglied der Metal-Band Corroded war. Yohio spricht Japanisch wegen seines großen Interesses an der japanischen Kultur und dem Visual Kei.

## Diskografie

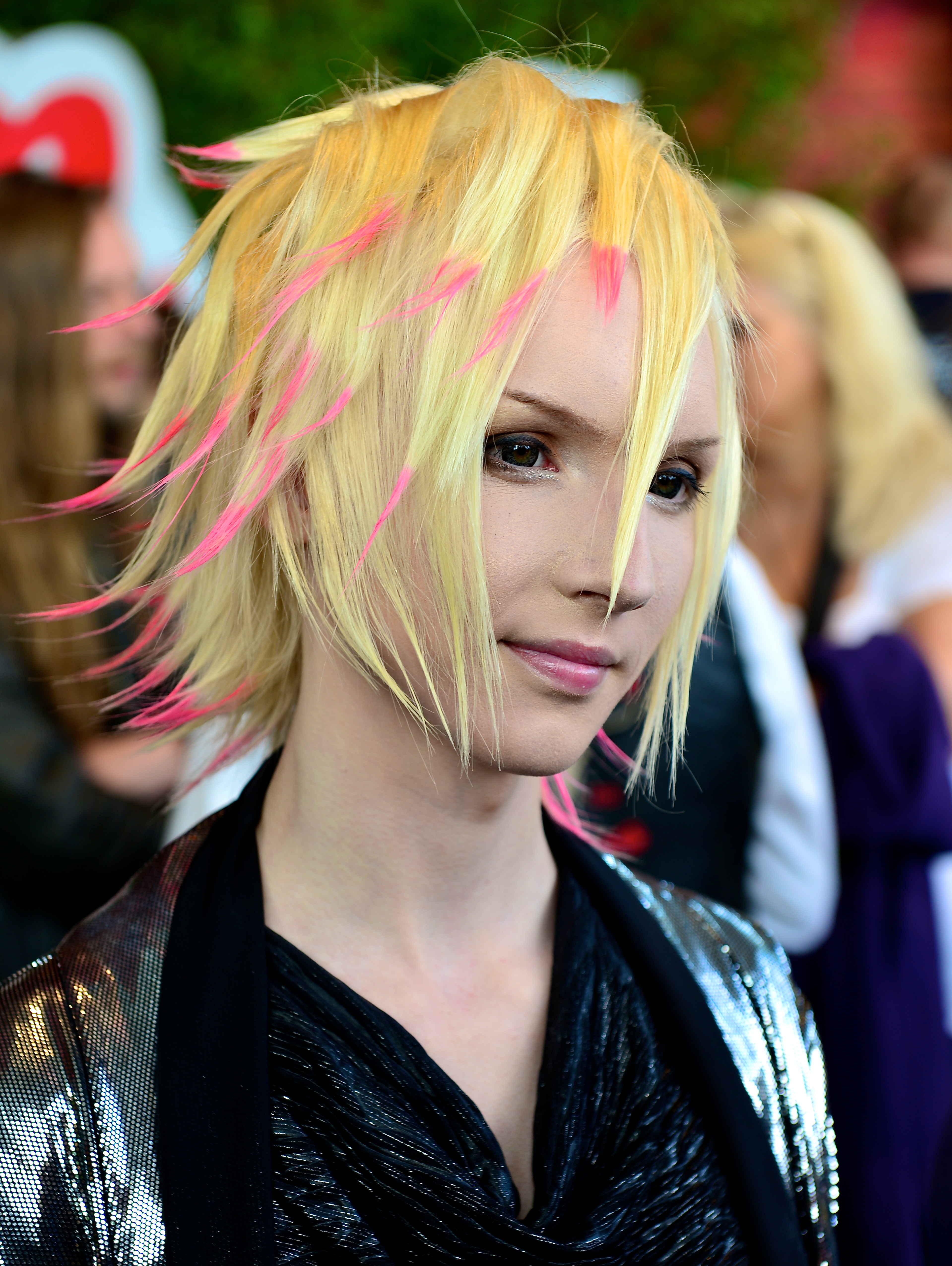
Yohio bei Allsång på Skansen 2013

### Alben
- 2013: Break the Border
- 2014: Together We Stand Alone
- 2015: Snöängelns rike
- 2020: A Pretty Picture in a Most Disturbing Way

### EPs
- 2013: Reach the Sky

### Singles
- 2012: Sky Limit
- 2012: Our Story
- 2013: Heartbreak Hotel
- 2013: Himlen är oskyldigt blå
- 2013: You’re the One
- 2013: Welcome to the City
- 2014: Yohio
- 2014: To the End
- 2018: Tick Tack (Genius)
- 2018: Merry Go Round
- 2019: My Nocturnal Serenade
- 2020: Silent Rebellion
- 2020: Defeating a Devil a Day
- 2020: Oh My... Polkadot Politics
- 2020: Light My Way
- 2020: Daydreams